# コルベット
コルベット（corvette）は、軍艦の艦種の一つ。時代により様々な任務や大きさの軍艦に対して使用されてきたが、おおむね、フリゲートよりも小さい規模の航洋艦に対して用いられる。コルベット艦と表記した事例もある。
現在では、アメリカ海軍協会（USNI）の「コンバット・フリート」では満載排水量が1,000トンより大きく、1,500トンより小さい水上戦闘艦と定義している。これは要するにフリゲートの小型版としての扱いであり、ヨーロッパで一般的な「フリゲートより小さく、哨戒艇より大きい」という定義とは齟齬をきたすこともありうると注記されている。一方、ジェーン海軍年鑑では上記のヨーロッパ式分類に準じて、ヘリコプターを搭載する艦はフリゲート、それ以外の艦は哨戒艦艇のカテゴリの中の小分類として扱われている。また国際戦略研究所の年報「ミリタリー・バランス」では、満載排水量500～1,500トンで、哨戒艦艇よりも重武装の戦闘艦をコルベットと類別している。

## 帆走コルベット
「コルベット」という単語の語源は、籠を意味するラテン語のcorbisであると言われている。ローマの貿易船は見張りのため檣頭に籠を吊るしていたことから、corbitasと通称されていた。例えば中世には、コルビスタ（corbista）は1本マストのガレー船を指していた。特にスペイン語ではBとVの発音は混同されやすかったことから、これらがフランス語に導入される際にcorvetteと変化したものと見られている。
近代軍艦としての「コルベット」の元祖とされるのは、フランス海軍が1674年に進水させた大型バーク（barque longue）である「ラ・コルベット」である。これは小型のフリゲートというべきもので、従来の艦は4ポンド砲4門を積んでいたのに対し、同艦では8門が搭載されていた。17世紀最後の10年間でコルベットは大型化と砲の増備を重ねていった。1696年、フランス海軍は「コルベット」を大型バークの下位分類として採用し、1746年には大型バーク全体を表す艦種名に変更した。

上記のように、「コルベット」とはもともと貿易船を表していたものが軍艦へと導入された名詞であることもあって、イギリス海軍のスループと同様に、非常に広範な艦種を表すようになっていった。18世紀には、戦闘コルベット（Corvettes de Guerre）、通報コルベット（Corvettes Aviso）、そして貨物コルベット（Corvettes de Charge）の3種類があり、例えば戦闘コルベットはイギリス海軍の20～24門艦におおむね匹敵した。等級制度では6等艦に相当し、艦隊決戦ではフリゲートと同じく戦列には加わらず、通信の中継や損傷艦曳航などの補助的任務にあたっていた。また上甲板の上の構造物がほとんどなく、風通しが良かったこともあって、熱帯・亜熱帯の植民地にも多く配備された。強力ではないが一応の戦闘力も備えていることから、対反乱作戦や砲艦外交でも使い勝手が良かったものとみられている。

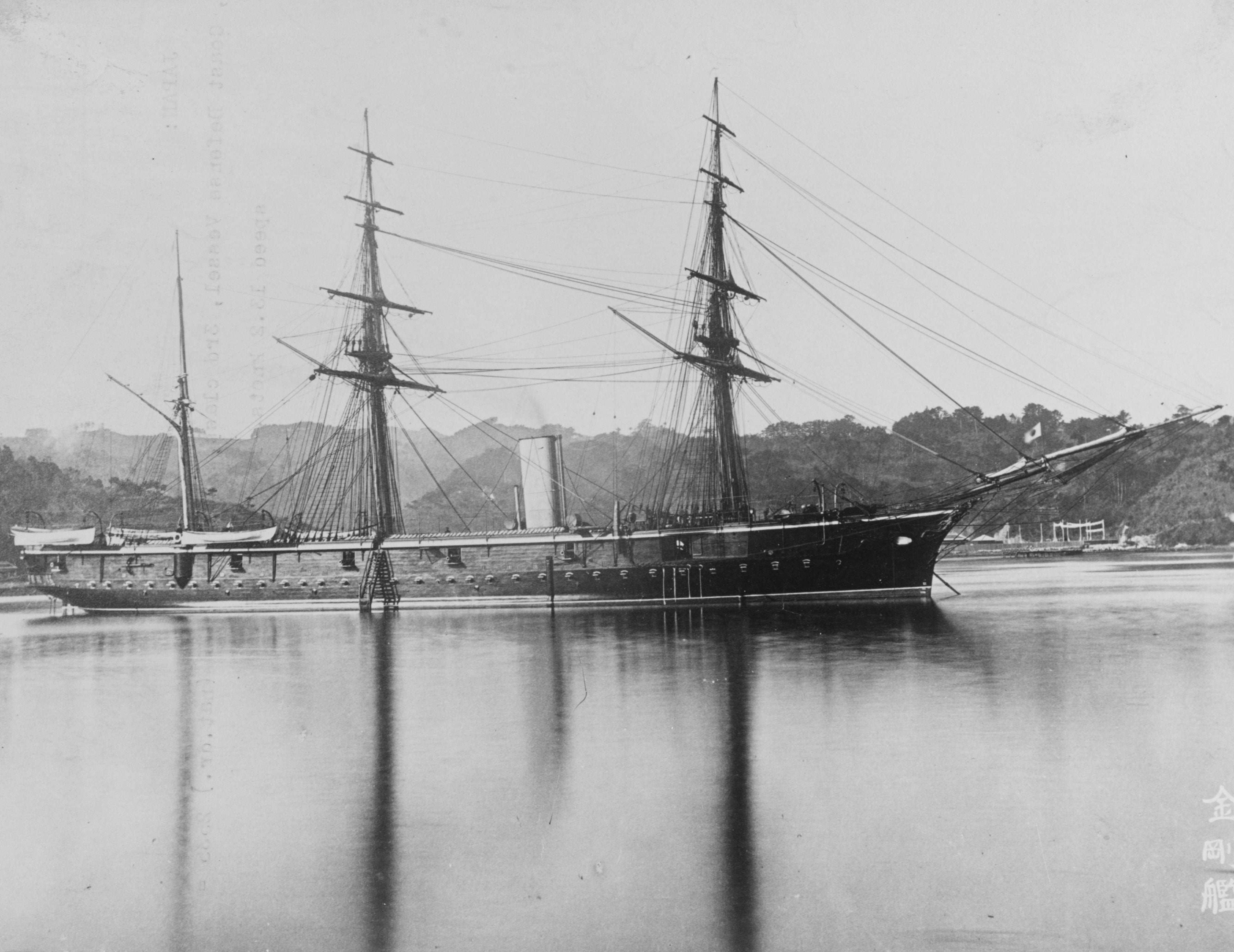
帆走コルベット「金剛」

このように大陸ヨーロッパでは「コルベット」というカテゴリ名が普及していたのに対し、イギリス海軍では依然として「スループ」が広く用いられていた。これらの艦では海尉が艦長として任ぜられていたが（海尉艦長）、1817年には24～36門搭載の大型スループがフリゲートに類別変更され、勅任艦長（海佐艦長）が艦長として任ぜられるようになった。これらの艦は当初は「ドンキー・フリゲート」と蔑称されていたが、後に「コルベット」と称されるようになり、1854年には正式の艦種名として採用された。しかしこの頃には舶用蒸気機関が普及し、機帆船の時代となっていた。このように帆から推進機に変わっていく流れの中、帆装に基づく従来の類別法とは異なる名称が望まれるようになり、1878年、イギリス海軍では、既存のフリゲートとコルベットを巡洋艦に類別変更した（旧来の艦種呼称も1880年代までは公文書で用いられていた）。

### 代表的な艦
- エスメラルダ
- 金剛
- 咸臨丸
- 回天丸

## 現代のコルベット

### 近海護衛艦・小型対潜艦
1930年代後半より、イギリス海軍では、戦時に備えて局地防衛用の沿岸警備艦艇の急速建造についての研究に着手しており、捕鯨船をベースにした対潜艦艇を開発した。これは当初、単に対潜捕鯨船（A/S whaler）と称されていたが、1941年1月3日、フラワー級コルベットと改称され、近代におけるコルベットの端緒となった。また既存の沿岸スループもコルベットと称されるようになった。同年9月下旬には中立パトロールをおこなっていたアメリカ合衆国でスターク作戦部長が「アメリカ海軍も船団護衛のために対潜艦艇の充実を図り、コルベット型海防艦や駆潜艇を大量建造する」と発言している。
第二次世界大戦後、イギリスではコルベットという呼称は消滅したが、世界的には、主に近海用護衛艦を指す呼称として広く使われるようになった。西側諸国での戦後型コルベットの先駆者となったのがイタリア海軍とポルトガル海軍であった。イタリアはまずアルバトロス級を建造し、ピエトロ・ディ・クリストファロ級に発展させたほか、オランダ、デンマーク、インドネシア（パチムラ級）、更にアメリカを介してタイやイランにも準同型艦（PF-103級）を輸出した。
一方、ポルトガル海軍では、まず簡易的な装備で建造されたジョアン・コーチニョ級は植民地戦争で、続いてより先進的な装備を施したバッティスタ・デ・アンドラーデ級は近海護衛艦として、それぞれ活躍した。またスペイン海軍のデスクビエルタ級やフランス海軍のデスティエンヌ・ドルヴ級などもこれに範をとったものであった。
またソ連海軍でも、従来の駆潜艇よりも有力な近海用対潜艦として、204型（ポチ型）を端緒として小型対潜艦（MPK）の整備に着手し、1124型（グリシャ型）などを建造した。これらのうち、1241.2P型（パウク型）は1241型大型ミサイル艇（タランタル型）から派生させるかたちで開発されるなど、技術的には、小型対潜艦と大型ミサイル艇・小型ミサイル艦の系譜は近くなっていた。

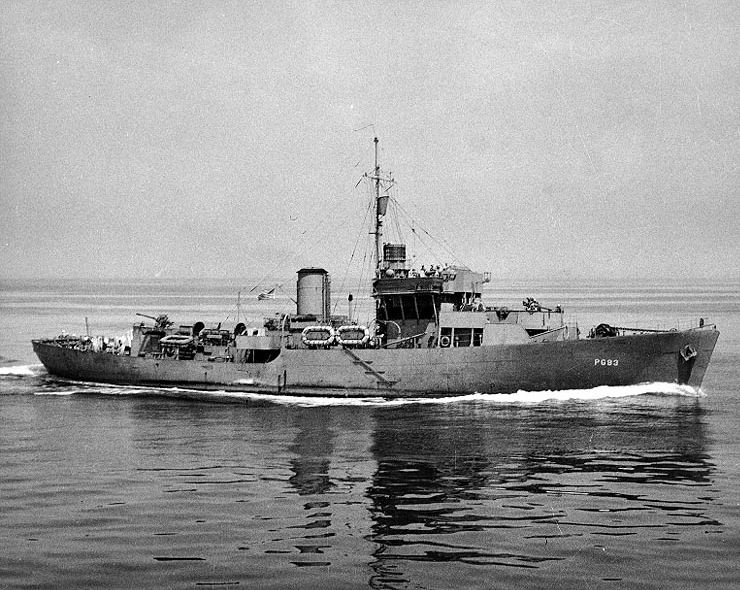
フラワー級（写真は米海軍艦）
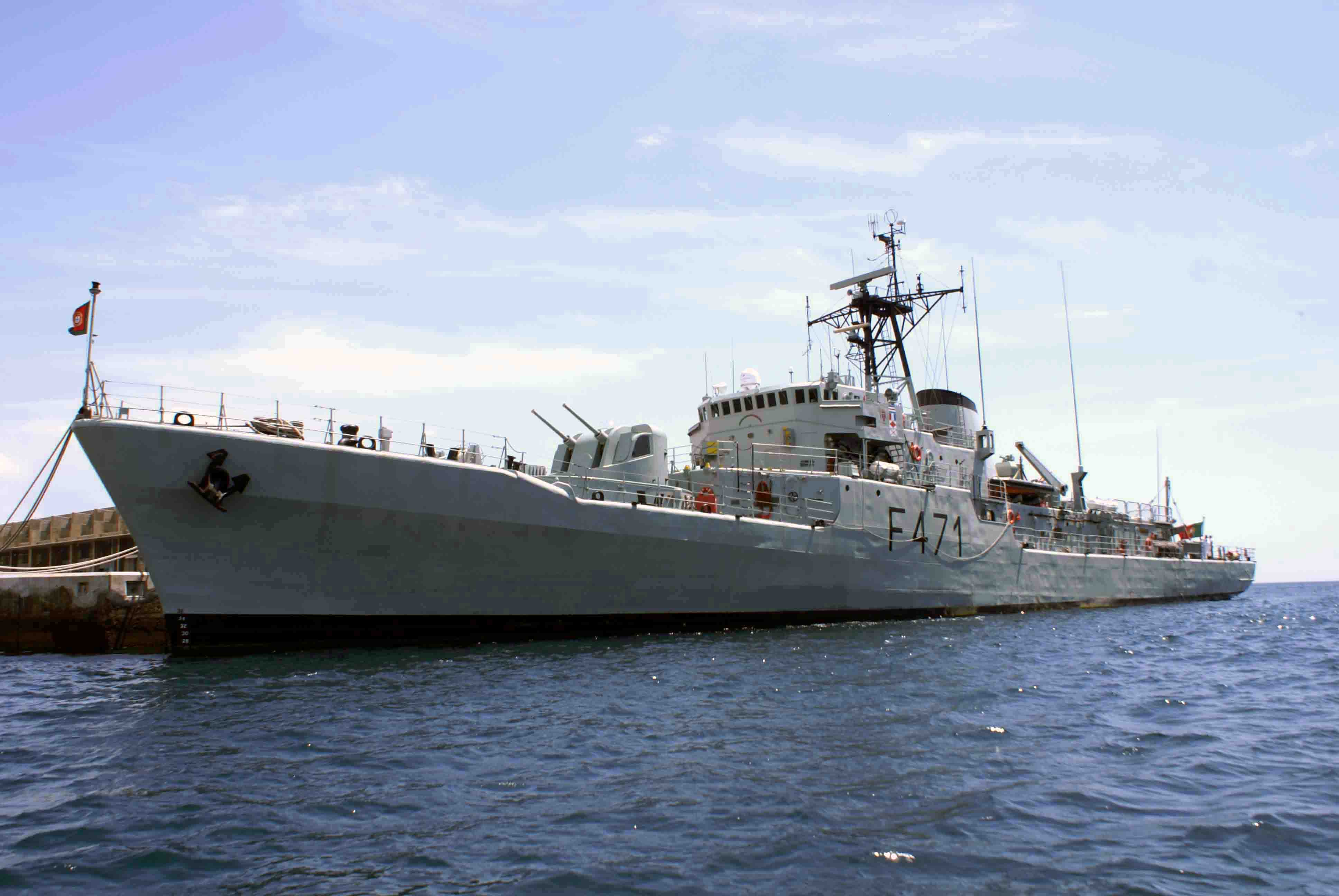
ポルトガル海軍ジョアン・コーチニョ級

### 大型ミサイル艇・小型ミサイル艦
艦対艦ミサイルの発達とともに、これを主兵装とした高速戦闘艇としてミサイル艇が登場した。しかし先駆者にあたるソ連海軍の205型（オーサ型）やイスラエル海軍のサール級（サールI～III型）のような200トン級の艇では、耐航性や基地依存性の面から活動海面が限られるという問題があった。
このためもあって、両国とも順次にミサイル艇の大型化を進めていったほか、ソ連では、更に大型化して個艦防空ミサイルも備えた小型ミサイル艦（MRK）として1234型（ナヌチュカ型）も整備しており、こちらは西側ではコルベットと称される。またイスラエル海軍でも、後には個艦防空ミサイルに加えてヘリコプターの運用にも対応したサール5型コルベットへと移行した。
ペルシア湾では、周辺諸国の政情が不安定で、対テロ作戦なども求められることから、ミサイル艇よりも汎用性が高いコルベットが好まれる傾向がある。またバルト海でも、ほぼ全域が航空機の行動範囲に入っていることもあって、ミサイル艇よりも優れた防空力を備えたコルベットが配備されるが、特にスウェーデン海軍のヴィスビュー級は、思い切ったステルス艦化によって生残性の向上を図り、注目された。

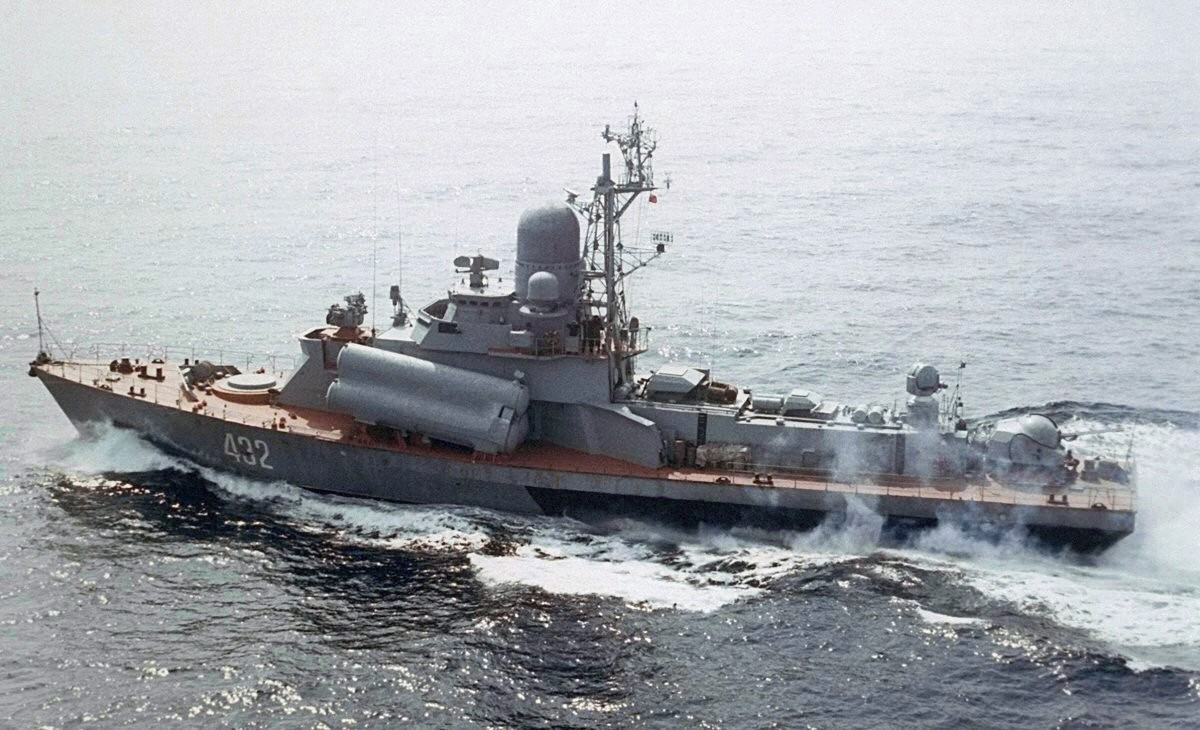
ソ連海軍ナヌチュカ型コルベット
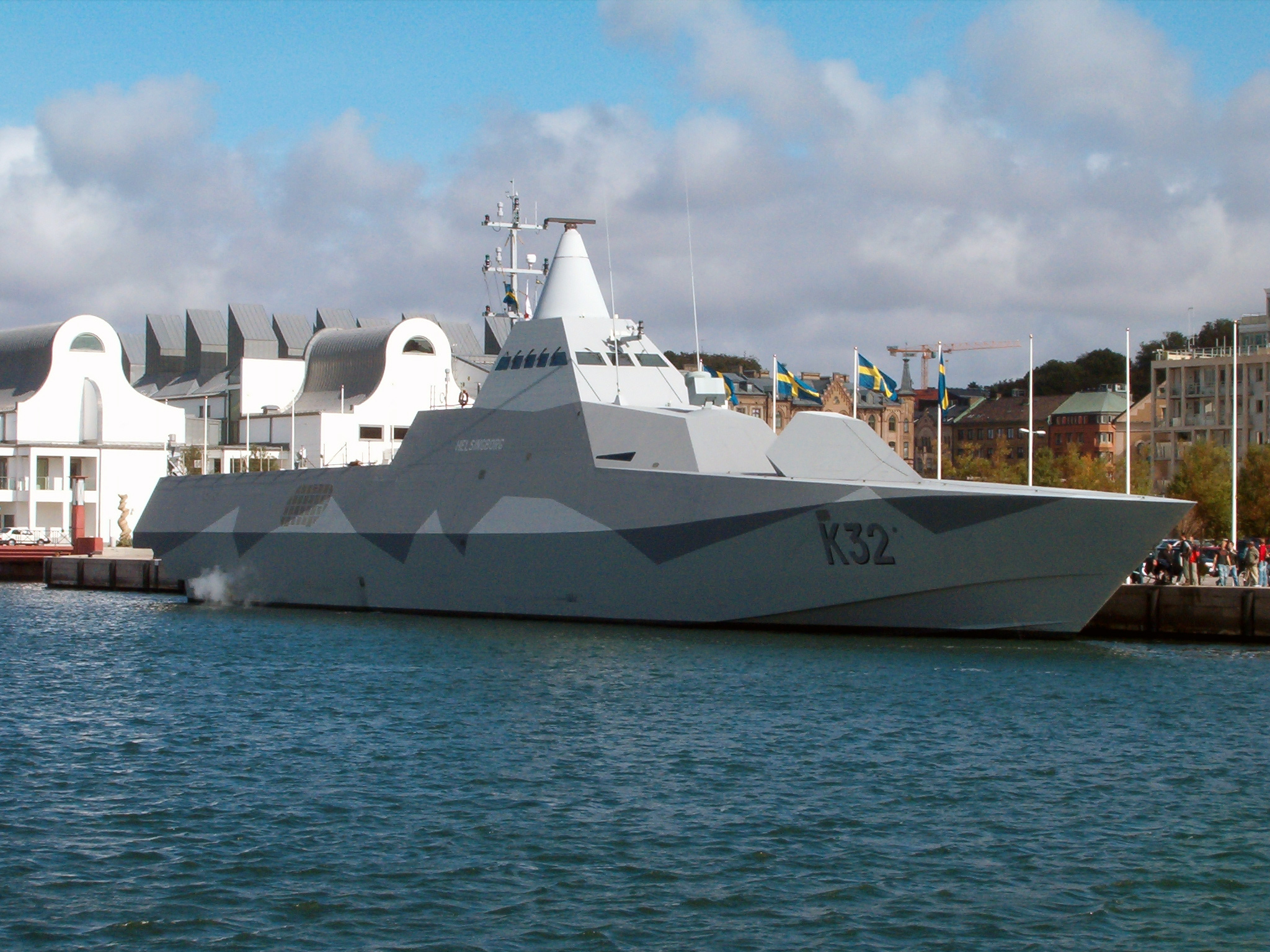
スウェーデン海軍ヴィスビュー級

### 非典型的用法：大型駆逐艦

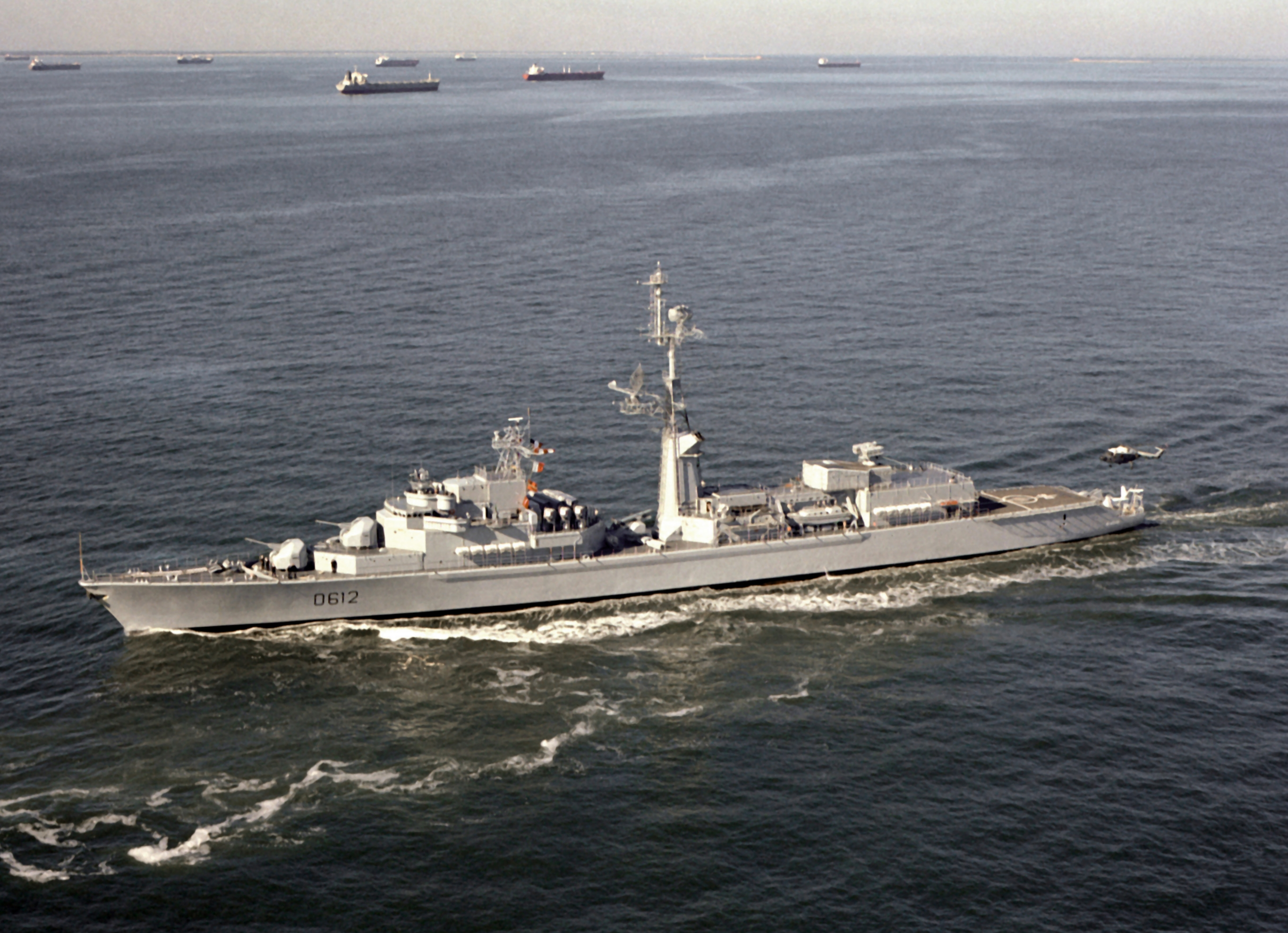
「コルベット」として計画されたトゥールヴィル級

上記のように、帆走コルベットは巡洋艦の前任者にあたり、むしろ単語のニュアンスとしては巡洋艦に近いものと考えられていたことから、大型駆逐艦を「コルベット」と称する場合も稀にある。例えばフラワー級の登場以前の1935年度計画で、イギリス海軍は巡洋艦の任務を肩代わりできる駆逐艦の建造に着手したが、当初はこれを「コルベット」や「フリゲート」と称することも検討された。ただしこの時点では艦種呼称として廃止されていたことから、これは実現せず、完成したトライバル級は単に「駆逐艦」と称されることになった。
またフランス海軍では、1960年代に計画していた大型対潜艦を当初は「コルベット」と称しており、1965年度予算で建造したプロトタイプ（「アコニト」）はC-65型、1967年度予算より建造を開始した量産型（トゥールヴィル級）はC-67型、またその改良型（ジョルジュ・レイグ級）はC-70型と呼称された。しかし後に、これらの艦の艦種呼称は「フリゲート」に変更された。また北大西洋条約機構（NATO）によるペナント・ナンバーでは、いずれも当初より一貫して駆逐艦を意味する「D」の艦種記号を付されている。